# 日立市立十王図書館
日立市立十王図書館（ひたちしりつじゅうおうとしょかん）は、日立市十王町友部202-1にある日立市立図書館のひとつである。

令和3年度統計によると、蔵書数は110,048冊（令和4年3月31日時点）、年間貸出数は196,751冊（点）（令和3年度）となっている。

主な蔵書としては、一般図書が64,466冊、児童図書が38,886冊、郷土資料が3,711冊、視聴覚資料が2,985点（いずれも令和4年3月31日時点）所蔵している。

## 施設構造
- 図書の閲覧は誰でもできる。
- 無料である。

### 一般図書室 (1F)
- 一般開架室
- 児童開架室
- おはなしのへや
- 大型絵本・視聴覚コーナー
- 電子図書館
- 鵜のコーナー
- 新聞・雑誌スペース
- カウンター
- 事務室

### 学習室・イベント室
当図書館2Fにある、学習室やおはなし会などのイベントも実施。隣に閉架図書室がある。

### 建物概要
- 地上2階建
- 延床面積：1,127.49m2

## 歴史
- 2001年（平成13年）10月19日 - 「十王町立図書館」開館。
- 2004年（平成16年）11月1日 - 日立市と十王町の合併に伴い、「日立市立十王図書館」となる。

## サービス
日立市立図書館#サービスを参考

## 立地
JR常磐線の十王駅より西へ徒歩1分の場所に位置し、周辺には十王駅のほか、十王交流センターや十王郵便局などがある。図書館脇には51台分の駐車場がある。